# Kwiat Hawajów
Kwiat Hawajów (także Kwiat Hawaju lub Kwiat Hawai, niem. Die Blume von Hawaii) – operetka Pála Ábraháma w trzech aktach. Libretto zostało napisane przez Alfreda Grunwalda, Emmericha Foldesa i Fritza Löhnera-Bedę. Prapremiera odbyła się w Lipsku w dniu 24 lipca 1931.

## Tło historyczne
Powstanie rojalistów w Republice Hawajów w 1895 r. było inspiracją do stworzenia fabuły. Libretto nie opowiada jednak ściśle historycznych wydarzeń, a jedynie do nich nawiązuje.

## Fabuła

### Akt I
Przyjęcie u gubernatora amerykańskiego na Hawajach. Wśród gości jest Bessie - piękna siostrzenica gubernatora oraz Lilo-Taro - hawajski książę. Gubernator pragnie dla tej pary ślubu, który miałby również znaczenie polityczne. Nagle uwagę wszystkich gości przyciąga sensacyjna wiadomość: Laja - ostatnia z rodu księżniczka hawajska - powraca z emigracji na prośbę swego ludu. Lud hawajski chce ją ukoronować i tym samym uniezależnić się od Amerykanów. Książę Lilo-Taro przypomina sobie, że jako dziecko został przez rodzinę zaręczony z Lają. Kolejna wiadomość znów odwraca uwagę gości: na Hawaje przybyła para słynnych tancerzy rewiowych: Jim Boy i Susanne Provence. Nikt się nie domyśla, ze Susanne to w rzeczywistości księżniczka Laja, która posłużyła się tm kamuflażem, aby nie budzić podejrzeń Amerykanów. Amerykański wywiad jednak już się dowiedział, że Laja opuściła Paryż. U gubernatora melduje się kapitan Stone z rozkazem powstrzymania Lai przed objęciem tronu. Szybko jednak i on włącza się do zabawy. Okazuje się, ze kapitan Stone na statku zapoznał się już z Susanne Provence i jest pod jej wielkim urokiem. Zabawę przerywa książę Lilo-Taro, oświadczając, że rozpoznał księżniczkę Laję - swoją narzeczoną. Otwierają się wrota i Lilo-Taro wprowadza Laję do pałacu.

### Akt II
Trwają przygotowania do koronacji. Hawajczycy, aby zmylić Amerykanów, rozgłaszają, ze chodzi jedynie o tradycyjną koronację "Królowej Kwiatów", a nie prawdziwą koronację. Amerykanie jednak dobrze o tym wiedzą i obstawiają pałac żołnierzami. Laja tymczasem nabiera wątpliwości: nie wie, czy chce mieszać się w polityczne intrygi, a poza tym nie chce wychodzić za mąż za Lilo-Taro. Znacznie bardziej podoba jej się kapitan Stone. Ostatecznie decyduje się jednak przyjąć koronę, rozumiejąc, że jest jedyną nadzieją swego ludu. Kapitan Stone otrzymuje kablogram z rozkazem: w wypadku, gdyby doszło do koronacji - ma Laję aresztować i dostarczyć do Waszyngtonu. Uroczystość koronacyjna odbywa się. Gubernator próbuje drogi polubownej: podsuwa Lai do podpisu dokument, w którym zrzeka się ona z praw do tronu i zobowiązuje do natychmiastowego opuszczenia Hawajów. Laja odmawia. Kapitan Stone wie, że powinien ją teraz aresztować, ale potrafi się na to zdobyć. Sam więc oddaje się w ręce gubernatora i zostaje odprowadzony do aresztu. Laja jest zrozpaczona i aby uratować ukochanego podpisuje dokument. Przekreśla tym samym nadzieje swego ludu na niepodległość. Następnie Laja wraz z Lilo-Taro wypływa w morze ukwieconą łodzią. Nie znając dobrze tutejszych tradycji, nie wie, że płynie ku śmierci, gdyż Lilo Taro na pełnym morzu zatopi weselną łódź.

### Akt III
W nocnym klubie w Monte Carlo spotykają się: Jim Boy, prawdziwa Susanne Provence, zdymisjonowany gubernator Hawajów, jego siostrzenica Bessie, sekretarz Buffy, kapitan Stone, a także Lilo Taro i księżniczka Laja. Okazuje się bowiem, że kapitan Stone ocalił ich oboje od śmierci. Po podpisaniu przez Laję dokumentu został zwolniony z aresztu i natychmiast rzucił się w pogoń motorówką z ukwieconą łodzią. Jego wysiłek poszedł jednak na marne, gdyż Laja uświadomiła sobie, że kocha tylko księcia Lilo-Taro i to jego przeznaczył jej los. Na szczęście kapitan Stone może związać się z Susanne Provence, która jest bliźniaczo podobna o Lai. Szczęśliwego zakończenia dopełnia fakt, że Bessie wiąże się z sekretarzem Buffy'm.

## Kwiat Hawajóww Polsce
Premiera polska odbyła się w Warszawie 20 maja 1932. Następnie Kwiat Hawajów wystawiano m.in. w:
- Teatrze Miejskim w Bygdoszczy (1932, reż. Mieczysław Dowmunt)
- Operetce w Szczecinie (1960, reż Henryk Luft-Lotar)
- Operetce Śląskiej w Gliwicach (1960, reż. Witold Zdzitowiecki i Michał Ślaski)
- Operetce w Lublinie (1960, reż. Xenia Grey)
- Operetce w Łodzi (1961, reż. Zofia Weissówna)
- Teatrze Muzycznym w Lublinie (1983, reż. Robert Sauk)
- Operze i Operetce w Szczecinie (1991, reż. Aleksander Kraft i Ewa Kołogórska)
- Gliwickim Teatrze Muzycznym (2005, reż. Jacek Chmielnik)

## Ekranizacje
- Die Blume von Hawaii (1933, reż. Richard Oswald)[3]
- Die Blume von Hawaii (1953, reż. Géza von Cziffra)[4].
- Die Blume von Hawaii (1971, reż. Manfred R. Köhler)[5]
- Blomman från Hawaii (1983, reż. Gösta Folke)[6]
- Blomman från Hawaii (1992, reż. Claes Sylwander)[7]